# オスマン帝国のボスニア・ヘルツェゴビナ征服
オスマン帝国のボスニア・ヘルツェゴビナ征服では、オスマン帝国がバルカン半島北西部に存在したボスニア王国を中心とするボスニア・ヘルツェゴビナに侵攻し、最終的に併合した一連の戦争や外交について述べる。1386年ごろ、オスマン帝国は初めてボスニア王国に侵攻した。それから65年後の1451年、オスマン帝国は公式にボサンコ・クライシュテ(Bosansko Krajište) と呼ばれる軍事的最前線の緩衝地帯のような行政区画をボスニアの一部とヘルツェゴビナの一部に設置した。1463年、オスマン帝国はボスニア王国を滅ぼして最後の王スティエパン・トマシェヴィチを処刑し、その領土を併合した。ヘルツェゴビナも1482年までに併合された。しかし現在のボスニアの西側にあたる地域の征服にはさらに1世紀を要し、1592年のビハチ征服を持って完了した。

## オスマン帝国の北西バルカン進出
オスマン帝国は、現在のボスニア・ヘルツェゴヴィナにあたる地域を数十年、一部は数世紀をかけて征服した。ただそれより以前の14世紀末から、オスマン帝国軍は何度もこの地域に侵入して一帯を荒らしてきた。最初の襲撃は、1384年にティムルタシュ・パシャ率いるオスマン軍がボスニア東部を襲ったものである。1388年、現在のボスニア・ヘルツェゴビナにあたる領域内で初めてオスマン軍とボスニア王国軍が衝突した。このビレチャの戦いはボスニア軍の勝利に終わったが、オスマン帝国はマリツァの戦い (1371年)やコソボの戦い (1389年)などバルカン諸国に対する決定的勝利を積み重ね、ボスニアを追い詰めていった。
1392年、オスマン帝国はかつてのセルビア帝国の首都スコピエを中心としてスコプスコ・クライシュテを設置した。クライシュテ(krajište крајиште、「前線の地」の意)とはもともとセルビア帝国やセルビア専制公国において、近隣敵対勢力の頻繁な襲撃を受け支配が安定しない国境地帯に置かれた行政区画であった。後にボスニアも征服されてから同様の武装領域であるボサンコ・クライシテ (Bosansko Krajište)が設置され、スコピエから統治を受けることになった。

## オスマン・ボスニア戦争
1391年に初代ボスニア王スティエパン・トヴルトコ1世が死去してから、ボスニア王国は衰退の一途をたどった。1410年代には、フルヴァティニッチ家のフルヴォイェ・ヴクチッチ、コサチャ家のサンダリ・フラニッチ、パヴロヴィチ家のパヴレ・ラデノヴィチといった大貴族がかつてのトヴルトコ1世の領域の大部分を割拠し、王家のコトロマニッチ家に匹敵する力を持って王国を支配していた。1413年、フルヴォイェ・ヴクチッチとサンダリ・フラニッチの抗争が激化すると、後者がセルビア専制公ステファン・ラザレヴィチの対オスマン戦争に協力していたのに対抗して、前者はオスマン帝国と手を組んだ。その手引きにより1414年5月、オスマン帝国がボスニアに侵攻し、次いでこれに対抗してハンガリー王国も侵攻してきた。両軍は1415年8月にドボイとラシュヴァ渓谷の近くで衝突し、オスマン帝国が大勝利を挙げたことで、ボスニアをめぐる両大国のパワーバランスが崩壊した。
1414年にドニ・ヴァクフ（中世には「ボスニアのスコピエ」と呼ばれた）を占領したオスマン帝国は、それ以降ボスニア領内に永続的に軍を駐留させるようになった。1414年から1418年の間に、オスマン帝国はフォチャ、プリェヴリャ、チャイニチェ、ネヴェシニェ、ヴィシェグラード、ソコルを征服した。
1415年、現在の東ヘルツェゴビナにあたる領域を支配していたサンダリ・フラニッチがオスマン帝国に従属した。
1455年、イーサ＝ベグ・イサコヴィチが西バルカンのオスマン領で初めて国勢調査を実施した。
1460年代までに、ボスニア王国の領土は著しく縮小していた。オスマン帝国は現在の東ボスニア、北はシャマツまでを押さえていた。またボスニア王国の大貴族スティエパン・ヴクチッチ・コサチャが、現在のヘルツェゴビナ全域、北はグラモチまでを支配していた。

## ボスニア併合と行政区画
1463年、オスマン帝国はボスニア王スティエパン・トマシェヴィチを処刑し、王国の併合を完了した。直後にハンガリー王国がヤイツェ要塞を包囲し、奪取した（ヤイツェ包囲戦）。この成功は、ハンガリー王マーチャーシュ1世コルヴィヌスの宮廷ではハンガリー宗主権下でのボスニア王国復興として讃えられ、ヤイツェにバンが設置された。
同年、ボサンコ・クライシテがボスニア・サンジャクに改組され、イーサ＝ベグ・イサコヴィチが初代サンジャクベイとなった。 
1463年の王国滅亡後、マフムト・パシャがヘルツェゴビナにも侵攻し、ブラガイを包囲した。その後スティエパン・ヴクチッチ・コサチャはブラガイ以北の全領土をオスマン帝国に割譲して停戦を結んだ。
ボスニアにおけるオスマン領サンジャクは拡大を続けた。1470年にはヘルツェゴビナ・サンジャクが成立し、ボスニア・サンジャクと同様ルメリ・ベイレルベイスィの下位に置かれた。1480年にはズヴォルニク・サンジャクが設置されたが、こちらはブディン・ベイレルベイスィに従属するものとされた。
王国滅亡後もボスニアの一部の要塞はオスマン帝国への抵抗を続けた。最後のヘルツェゴビナに残存していた要塞が陥落したのは1481年である。コサチャ家はオスマン帝国に従属する聖サヴァ公として存続していたが、1482年に追放された。
メフメト2世没後の1481年、ハンガリー王マーチャーシュ1世コルヴィヌスが再度ボスニアに侵攻し、ヴルフボスナ（サライェヴォ）まで達した。しかしこの時の獲得領は一年のうちに失われた。
1530年代までは、ハンガリー王国はサヴァ川南岸の要塞を保持していた。ヤイツェも長らくハンガリーが支配していたが、1527年にオスマン帝国の手に落ちた。ウソラではベリスラヴィチ・グラバルスキ家が力を持っていたが、1530年代にここも屈した。
ボスニア南西部は1537年にクリス・サンジャクの一部となり、ルメリア・エヤレトの下に置かれた。

## その後
1580年、ボスニア・エヤレトが設置された。
1592年のビハチ陥落を持って、中世ボスニア王国の版図が西端までオスマン帝国の支配下となり、現代にいたるボスニアの西側国境が形成された。その後ボスニア・ヘルツェゴビナのオスマン支配は、大トルコ戦争中の1689年まで揺るぐことはなかった。